# Moraleja de Enmedio
Moraleja de Enmedio település Spanyolországban, Madrid tartományban. Moraleja de Enmedio Humanes de Madrid, Griñón, Serranillos del Valle, Batres, Navalcarnero, Arroyomolinos, Móstoles és Fuenlabrada községekkel határos. Lakosainak száma 5576 fő (2024).

## Népesség
A település népessége az utóbbi években az alábbiak szerint változott:
| Lakosok száma | 3195 | 3874 | 4509 | 4712 | 4984 | 5032 | 4870 | 5136 | 5368 | 5576 |
|               | 2001 | 2004 | 2007 | 2009 | 2012 | 2014 | 2017 | 2019 | 2022 | 2024 |